# Viktor Drouot

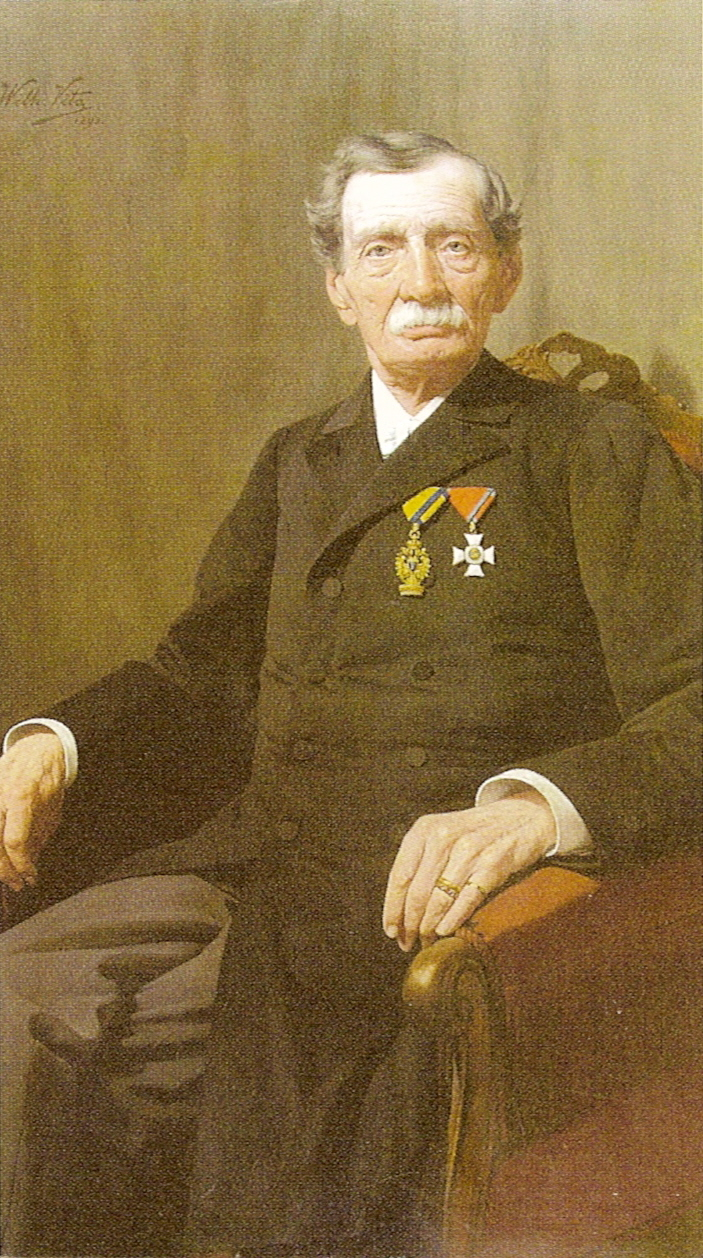
Viktor Drouot

Viktor Drouot (gelegentlich auch Victor Drouot geschrieben; * 10. Juni 1811 in Hořice na Šumavě; † 6. Mai 1897 in Linz) war ein österreichischer Politiker (Liberale Partei), Bürgermeister der oberösterreichischen Landeshauptstadt Linz, Offizier und Druckereibesitzer.

## Leben
Viktor Drouot stammte aus einer französischen Emigrantenfamilie. Er wurde 1811 als Sohn eines k. k. Oberarztes in Südböhmen geboren und besuchte die Kadettenschule in Bruck an der Leitha. Er heiratete Josefa Feichtinger, die Tochter der gleichnamigen Linzer Buchdruckerin. 1845 trat er in das Geschäft seiner Schwiegermutter ein, das er nach deren Tod am 8. November 1847 übernahm. Viktor Drouot stand über 50 Jahre an der Spitze der Buchdruckerei und Verlagsanstalt Jos. Feichtingers Erben.
1877 wurde Drouot mit dem Orden der Eisernen Krone ausgezeichnet und in den Adelsstand erhoben. Ab 1878 durfte seine Firma die Bezeichnung k. k. Hofbuchdruckerei führen, was damals eine besondere Auszeichnung für einen Buchdrucker in der österreichischen Provinz war. 1879 heiratete der 1872 verwitwete und bislang kinderlose Drouot erneut. 1884 übernahm er die Herausgabe der Linzer Zeitung.
Da sein einziges Kind aus zweiter Ehe im 14. Lebensjahr verunglückte, vererbte Viktor Drouot die Hofbuchdruckerei an seinen Neffen Hans Drouot, den er bereits 1880 in sein Unternehmen geholt und 1888 mit der Prokura betraut hatte.

## Politik
Im Jahr 1850 wurde er in den neu konstituierten Linzer Gemeinderat gewählt und 1861 Vizebürgermeister von Linz. Am 31. März 1867 wurde er zum Linzer Bürgermeister gewählt, nach Ablauf der dreijährigen Amtsperiode wurde er am 10. April 1870 wiedergewählt. In den 1860er-Jahren war Drouot Mitglied des oberösterreichischen Landtages.
Neben seiner politischen Tätigkeit war Drouot auch Direktor der Allgemeinen Sparkasse (1855–1888), Präsident des Oberösterreichischen Kunstvereins, Mitglied des Oberösterreichischen Musealvereines, Kommandant der Linzer Nationalgarde und Vizepräsident des oberösterreichischen Roten Kreuzes.

## Würdigung
- Im Jahr 1899 wurde in Linz die Drouotstraße nach ihm benannt.